# Будинок Куперштейна
Буди́нок Куперште́йна — будинок в Черкасах, збудований лохвицьким підприємцем Куперштейном наприкінці XIX століття.
Двоповерховий будинок споруджений у 1890-их роках лохвицьким підприємцем Куперштейном. На першому поверсі підприємець обладнав швейну майстерню, а під час громадянської війни тут розміщувався Подільський відділок Черкаської міліції. В іншій частині будинку мешкала митницька та подільська біднота, поселена сюди радянською владою, згодом тут був гуртожиток. У роки Другої Світової війни будинок постраждав від багатьох влучень мін, а на його подвір'ї була величезна вирва від вибуху потужної авіабомби, яка призначалася для мостів через Дніпро. З весни 1944 року господарями цієї двоповерхової оселі стали моряки Дніпровської військової флотилії. Нині це житловий будинок.